# Comuna Tormac, Timiș
Tormac este o comună în județul Timiș, Banat, România, formată din satele Cadăr, Șipet și Tormac (reședința). Se situează în sud-estul județului, în câmpia cu același nume.

## Populație (evoluție istorică)
Populația satului Tormac a evoluat după cum urmează:

## Politică
Comuna Tormac este administrată de un primar și un consiliu local compus din 11 consilieri. Primarul, Dănuț-Gruia Pop[*], de la Partidul Național Liberal, este în funcție din 1 noiembrie 2024. Începând cu alegerile locale din 2024, consiliul local are următoarea componență pe partide politice:
|  | Partid                                 | Consilieri | Componența Consiliului | Componența Consiliului | Componența Consiliului | Componența Consiliului |
|  | -------------------------------------- | ---------- | ---------------------- | ---------------------- | ---------------------- | ---------------------- |
|  | Partidul Național Liberal              | 4          |                        |                        |                        |                        |
|  | Uniunea Democrată Maghiară din România | 3          |                        |                        |                        |                        |
|  | Partidul Social Democrat               | 2          |                        |                        |                        |                        |
|  | Partidul S.O.S. România                | 2          |                        |                        |                        |                        |

Primarul comunei, Csaki-Gal Karol Ion Lucian, este membru UDMR. Viceprimarul comunei, Marcu Oana-Mirela, este membru PSD. Consiliul Local este constituit din 11 membri împărțiți astfel:
|  | Uniunea Democrata Maghiara din Romania      | 3 |  |  |  |
|  | Partidul Social Democrat                    | 3 |  |  |  |
|  | Partidul National Liberal                   | 2 |  |  |  |
|  | Partidul Democrat Liberal                   | 1 |  |  |  |
|  | Uniunea Nationala pentru Progresul Romaniei | 1 |  |  |  |
|  | Partidul Poporului Dan Diaconescu           | 1 |  |  |  |

## Demografie
Componența etnică a comunei Tormac
     Români (61,08%)
     Maghiari (31,63%)
     Alte etnii (2,07%)
     Necunoscută (5,22%)
Componența confesională a comunei Tormac
     Ortodocși (56,77%)
     Reformați (26,89%)
     Romano-catolici (5,12%)
     Penticostali (3,58%)
     Alte religii (2,24%)
     Necunoscută (5,4%)
Conform recensământului efectuat în 2021, populația comunei Tormac se ridică la 2.852 de locuitori, în creștere față de recensământul anterior din 2011, când fuseseră înregistrați 2.714 locuitori. Majoritatea locuitorilor sunt români (61,08%), cu o minoritate de maghiari (31,63%), iar pentru 5,22% nu se cunoaște apartenența etnică. Din punct de vedere confesional, majoritatea locuitorilor sunt ortodocși (56,77%), cu minorități de reformați (26,89%), romano-catolici (5,12%) și penticostali (3,58%), iar pentru 5,4% nu se cunoaște apartenența confesională.